# Bisclavret
Bisclavret is een van de lais van Marie de France, een reeks middeleeuwse romances die deze Anglo-Normandische dichteres omstreeks 1200 in het Oudfrans schreef. Het vertelt het verhaal van een weerwolf die gevangen wordt in zijn wolvengedaante door het bedrog van zijn vrouw. "Bisclavret" is de naam die in Bretagne gegeven wordt aan een weerwolf.
Een lai is een gedicht in een vaste vorm dat in de twaalfde eeuw verscheen en nadien werd gebruikt om er heel verschillende soorten poëzie mee te benoemen. In de middeleeuwen werd dit woord gebruikt in de betekenis van gezongen verhaal. Het is te beschouwen als de voorloper van de fabel en de lyriek. De lais van Marie de France zijn samengesteld uit achtvoetige versregels met jambes. 

## Korte inhoud
Bisclavret vertelt het verhaal van een door de koning geliefde baron die drie keer per week zijn kasteel verlaat zonder aan zijn vrouw te willen zeggen wat hij gaat doen. Nieuwsgierig geworden, volgt de barones hem. Zij is er getuige van hoe hij zich buiten uitkleedt, zijn kleren in een holle steen verstopt en in een wolf verandert. Om te beletten dat hij nog terug kan komen naar haar, geeft zij haar minnaar, een ridder, de opdracht om de kleren van haar man te stelen. Op die manier blijft hij gevangen in zijn wolvengedaante en kan zij trouwen met haar minnaar. Wanneer de koning op jacht gaat met zijn gevolg, ontmoet hij Bisclavret en geraakt onder de indruk van de nobele wolf. Hij neemt hem mee naar zijn kasteel, en ze genieten lange tijd van elkaars gezelschap, tot de koning alle baronnen uitnodigt voor een feest. Onder hen bevindt zich ook de ridder die met Bisclavrets vrouw is getrouwd. Zodra Bisclavret de man ziet valt hij hem aan. De koning roept Bisclavret terug en bedreigt hem met zijn staf. Omdat de wolf zich nog nooit gewelddadig heeft getoond rijst het vermoeden dat de aangevallen ridder hem op de een of andere manier onrecht heeft aangedaan. Kort daarop bezoekt de koning met de weerwolf in zijn gezelschap het gebied waar de baron vroeger woonde. Wanneer Bisclavret zijn vrouw ziet, kan hij zich weer niet beheersen. Hij valt haar aan en bijt haar neus af. Een wijze man vertelt de koning dat zij de vrouw is van de ridder die Bisclavret onlangs aanviel, en dat zij ook gehuwd was met de baron die spoorloos verdween. Onder tortuur bekent de vrouw alles, ook waar ze de kleren van Bisclavret heeft verstopt. Op advies van de wijze man laat de koning Bisclavret alleen in de slaapkamer, met de kleren op het bed. Als zijn geliefde baron tevoorschijn komt, geeft de koning hem al zijn bezittingen terug en verbant de barones en haar ridder. Nog lang daarna worden in het nageslacht van Bisclavrets ex-vrouw kinderen geboren zonder neuzen.

## Vertaald fragment
Marie de France legt aan het begin van deze lai uit wat het onderwerp is en wat haar bedoeling is met de navertelling van dit mondeling overgeleverde verhaal.
Bisclavret
Quant de lais faire mentremet
Ne voil ublïer Bisclavret: 
Bisclavret ad nun en bretan, 
Garwaf l'apelent li Norman. 
Jadis le poeit hume oïr 
E sovent suleit avenir, 
Humes plusurs garual devindrent 
E es boscages meisun tindrent. 
Garualf, c[eo] est beste salvage: 
Tant cum il est en cele rage, 
Hummes devure, grant mal fait, 
Es granz forez converse e vait. 
Cest afère les ore ester; 
Del Bisclavret [vus] voil cunter
[...]
Vertaling (Jules Grandgagnage)
Omdat ik me met de lais ga bezighouden
Wil ik u die over Bisclavret niet onthouden,
Dat is zijn naam in Bretagne
En als Garwaf is hij bekend in Normandië.
Reeds de Ouden vertelden het verhaal
Hoe het voorkwam dat menigmaal
Een man in gedaante van weerwolf verscheen
En naar zijn woonst in in het woud verdween.
Garwaf is een woest beest
Dat zolang zijn rage hem beheerst
Mensen verslindt en alles verwoest
En in 't foreest beschutting zoekt.
Maar laten we deze zaak rusten nu,
Over Bisclavret wil ik vertellen aan u.
[...]